# Hora Israelita
Hora Israelita foi um radiojornal da Rede Bandeirantes de Porto Alegre criado em 1946 focado em notícias mundiais sobre o judaísmo e o estado de Israel. O programa foi encerrado em 28 de outubro de 2023, após 77 anos no ar.

## Encerramento
Em 15 de outubro de 2023, durante o conflito israelo-palestino, a comentarista Deborah Srour afirmou que os palestinos eram animais, que não havia inocentes na Faixa de Gaza e todos eles deveriam ser exterminados. As falas ganharam notoriedade com matéria do Matinal Jornalismo, e a rádio Bandeirantes se manifestou dizendo que os comentários “não condizem com o pensamento editorial da empresa”. Uma semana depois, Deborah se defendeu dos comentários que recebeu no X, afirmando que tinha orgulho de ser sionista. Então, em 28 de outubro, a Band rompeu o contrato com o programa. A rádio se manifestou dizendo que os comentários não condiziam com a opinião do resto da equipe, e que a decisão da Band foi unilateral. Em 31 de outubro, a Federação Israelita do Rio Grande do Sul condenou a decisão da Band.